# Бук (Мёрт и Мозель)
Бук (фр. Boucq) — коммуна во французском департаменте Мёрт и Мозель региона Лотарингия. Относится к  кантону Туль-Нор.	

## География
Бук расположен в 55 км к югу от Меца и в 32 км к западу от Нанси. Соседние коммуны: Ланье, Люсе и Ланёввиль-деррьер-Фуг на юго-востоке, Тронд на юге.
Коммуна находится у подножия небольшого горного массива Мёз, входящего в Региональный природный парк Лотарингии, к юго-востоку от лесов Королевы.

## История
- На территории коммуны находятся следы галлороманского периода.
- Замок-крепость Бук основана в XIV веке сеньорами де Бук.

## Демография
Население коммуны на 2010 год составляло 384 человека.
| 1962 | 1968 | 1975 | 1982 | 1990 | 1999 | 2010 |
| ---- | ---- | ---- | ---- | ---- | ---- | ---- |
| 391  | 336  | 305  | 321  | 330  | 334  | 384  |

## Достопримечательности
- Останки сооружений галлороманского периода в местах, называемых Шарм и Лошер.
- Фортифицированный дом XIV века, 2 круглые башни.
- Церковь, неф XVIII века, башня XIII века, с которой можно было сообщаться с башней соседнего замка Бук во время боевых действий.